# Jeff Pearlman
Jeff Pearlman (Mahopac, 1972) è uno scrittore statunitense.
È autore di vari libri sportivi, il più celebre dei quali è Showtime. Magic, Kareem, Riley. La dinastia dei Lakers (Showtime: Magic, Kareem, Riley, and the Los Angeles Lakers Dynasty of the 1980s) da cui è stata tratta la serie televisiva Winning Time - L'ascesa della dinastia dei Lakers. Ha inoltre scritto Kobe e la compagnia degli anelli (Three-Ring Circus: Kobe, Shaq, Phil, and the Crazy Years of the Lakers Dynasty), pubblicato in Italia da Salani.